# Trichotosia gowana
Trichotosia gowana là một loài thực vật có hoa trong họ Lan. Loài này được (Schltr.) S.Thomas, Schuit. & de Vogel mô tả khoa học đầu tiên năm 2002.